# Мамедьяров, Шахрияр Гамид оглы
Шахрия́р Гами́д оглы́ Мамедья́ров (азерб. Şəhriyar Həmid oğlu Məmmədyarov; род. 12 апреля 1985, Сумгаит, Азербайджанская ССР) — азербайджанский шахматист, международный гроссмейстер. Трёхкратный чемпион Европы (2009, 2013, 2017) командного чемпионата в составе сборной Азербайджана, чемпион мира по быстрым шахматам (2013). Единственный шахматист в истории, становившийся чемпионом мира среди юниоров более одного раза (2003, 2005), чемпион мира среди юношей до 18 лет (2003). Участник турнира претендентов 2014 и 2018. Член символических клубов победителей чемпионов мира Михаила Чигорина и Эугенио Торре (2018).

## Карьера
Шахрияр родился 12 апреля 1985 года в Сумгаите. До семи лет жил в Зангелане, откуда родом его родители и который семья была вынуждена покинуть во время Карабахской войны. Его сёстры Зейнаб и Тюркан — шахматистки, и были чемпионами Азербайджана в различный период. Его тренером является собственный отец Гамид Мамедъяров.
Мамедьяров в 2008 году впервые победил Магнуса Карлсена в партии с классическим контролем времени на турнире Гран-при ФИДЕ в Баку.
Входил в состав сборной Азербайджана, которая 7-9 мая 2009 года сыграла против сборной Мира в Баку, в рамках «Кубка президента Азербайджана Гейдара Алиева».

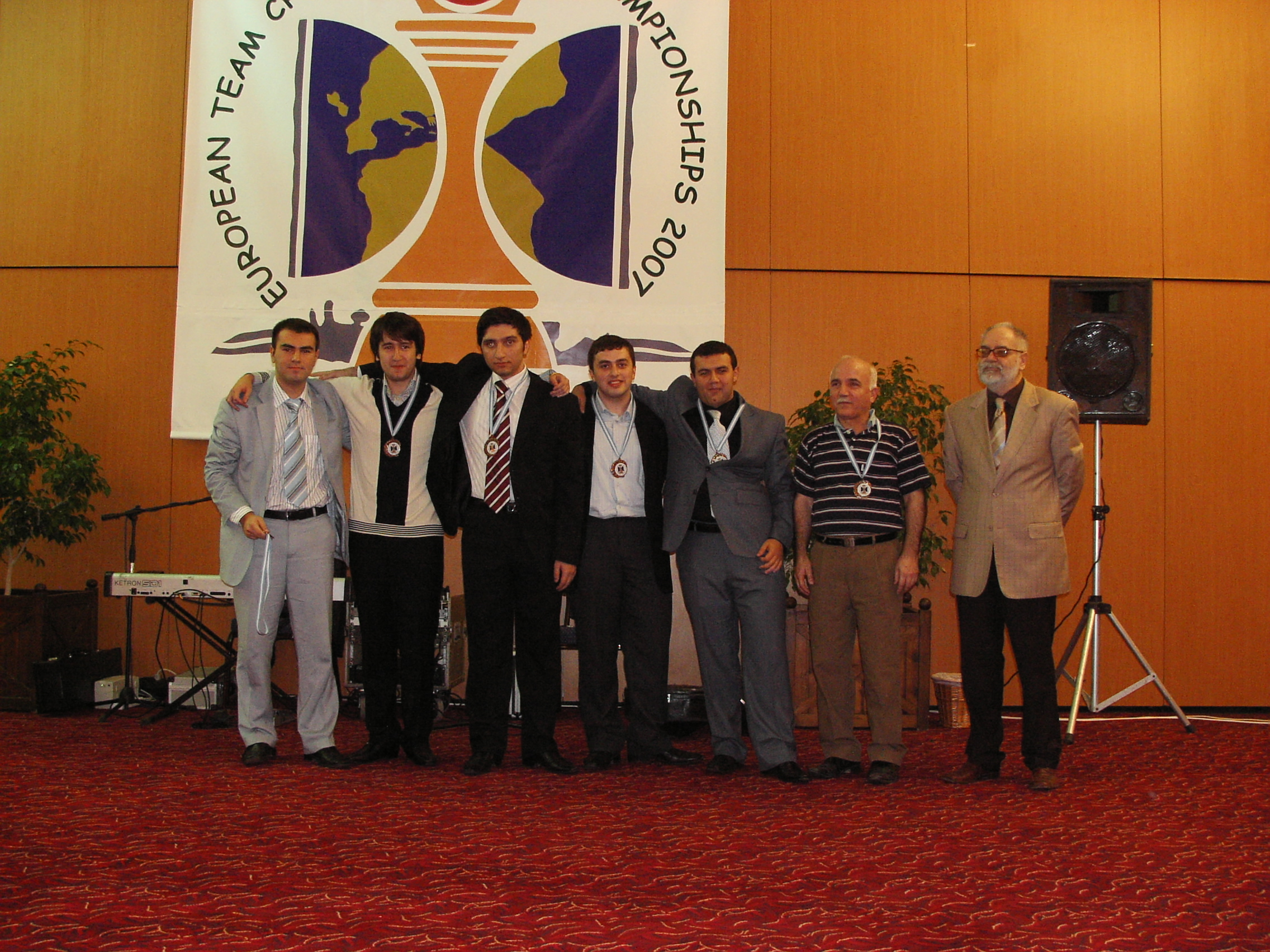
Мамедьяров (1-й слева) со сборной Азербайджана на чемпионате Европы в 2007 году.

В 2012 году в городе Эйлат и в 2014 (в Бильбао) завоевал Кубок европейских клубов в составе азербайджанского клуба «SOCAR Azerbaijan», а в 2017 году (Анталья) в составе российского «Globus».
Спустя 10 лет после первой победы в 2018 году на международном турнире в Биле, Швейцария Шахрияр Мамедьяров победил Магнуса Карлсена, обеспечив себе первое место на турнире за тур до конца соревнования.
В 2019 году одержал победу над французом Максимом Вашье-Лагравом и стал победителем второго этапа серии Гран-при Международной шахматной федерации.
В июле 2021, выступая на турнире Grand Chess Tour в Загребе (Хорватия), одержал победу в блиц-партии против экс-чемпиона мира Гарри Каспарова на седьмом ходу.
На чемпионате мира по рапиду и блицу 2024 занял 14 место в соревнованиях по рапиду.
На чемпионате Азербайджана по шахматам 2025 занял второе место.

## Личная жизнь
В 2012 году женился на девушке по имени Нармин, но позже развёлся. 23 июля 2017 года женился на девушке Шараф. В 2018 году у пары родился сын.

## Индивидуальные победы
- 2003 — Чемпион мира среди юниоров до 20 лет. Нахичевань, Азербайджан[18].
- 2003 — Чемпион мира среди юношей до 18 лет. Халкидики, Греция.
- 2004 — Победитель международного турнира. Дубай, ОАЭ.
- 2005 — Победитель международного турнира по быстрым шахматам «Villa Canada De Calatrava». Сан-Себастьян, Испания.
- 2005 — Победитель международного турнира. Лозанна, Швейцария.
- 2005 — Чемпион мира среди юниоров до 20 лет. Стамбул, Турция.
- 2006 — Победитель международного турнира. Кубок Президента. Баку, Азербайджан.
- 2006 — Победитель международного турнира. Рейкьявик, Исландия.
- 2006 — Победитель международного турнира Аэрофлот Опен. Москва, Россия.
- 2006 — Победитель международного турнира. Майнц, Германия.
- 2006 — Победитель международного турнира Essent Kroongroep 2006[19]. Хогевен, Голландия.
- 2007 — Победитель международного турнира Essent Kroongroep 2007[20]. Хогевен, Голландия.
- 2009 — Победитель международного турнира ORDIX Open[21]. Майнц, Германия.
- 2010 — Один из победителей 5-го мемориала Таля. Москва, Россия.
- 2012 — Один из победителей первого этапа FIDE Grand Prix 2012—2013[22]. Лондон, Великобритания.
- 2013 — Чемпион мира по быстрым шахматам[23]. Ханты-Мансийск, Россия.
- 2013 — Победитель турнира по быстрым шахматам Geneva Chess Masters[24]. Женева, Швейцария.
- 2013 — Победитель пятого этапа FIDE Grand Prix 2012—2013[25]. Пекин, Китай.
- 2014 — Победитель Мемориала Таля по блицу. Сочи, Россия[26].
- 2016 — Победитель III Мемориала Гашимова[27]. Шамкир, Азербайджан.
- 2016 — Победитель международного турнира по быстрым шахматам, посвящённого 680-летию Амира Темура. Ташкент, Узбекистан.
- 2017 — Победитель IV Мемориала Гашимова. Шамкир, Азербайджан[28].
- 2017 — Победитель Гран-при ФИДЕ 2017[29].
- 2018 — Победитель международного турнира в Биле, Швейцария[30].
- 2021 — Победитель «Superbet Chess Classic». Бухарест, Румыния[31].
- 2022 — Победитель международного турнира в Шуше, Азербайджан[32].

## Изменения рейтинга
В обновленном рейтинге ФИДЕ по состоянию на 30 апреля 2025 года Шахрияр Мамедъяров с 2 746 баллами занимает 14-е место